# Лисневичи
Лисневи́чи (бел. Ліснявічы) — деревня в Берестовицком районе Гродненской области Белоруссии.
Входит в состав Берестовицкого сельсовета.
Расположена в центральной части района. Расстояние до районного центра Большая Берестовица по автодороге — 4 км и до железнодорожной станции Берестовица — 12 км (линия Мосты — Берестовица). Ближайшие населённые пункты — Белый Дворак, Зайковщина, Карповцы. Площадь занимаемой территории составляет 0,0804 км², протяжённость границ 1822 м.

## История
Лисневичи впервые упоминаются в XIX веке. Отмечены как Лесневичи на карте Шуберта (середина XIX века). На 1845 год числились как деревня в составе Гродненского уезда Гродненской губернии, приписанная к фольварку Большая Берестовица, часть одноимённого имения, принадлежавшего Л. Коссаковской. Насчитывали 14 хозяйств и 113 жителей. В 1890 году в составе Велико-Берестовицкой волости имели 246 десятин земли. По описи 1897 года значились 30 дворов с 222 жителями и зерновая лавка. В 1905 году 240 жителей. На 1914 год — 238. С августа 1915 по 1 января 1919 года входили в зону оккупации кайзеровской Германии. Затем, после похода Красной армии, в составе ССРБ. В феврале 1919 года в ходе советско-польской войны заняты польскими войсками, а с 1920 по 1921 год войсками Красной Армии.
После подписания Рижского договора, в 1921 году Западная Белоруссия отошла к Польской Республике и деревня была включена в состав новообразованной сельской гмины Велька-Бжостовица Гродненского повета Белостокского воеводства. В 1924 году насчитывала 10 дымов (дворов) и 51 душу (30 мужчин и 21 женщину). Все жители — белорусы православного вероисповедания..
В 1939 году, согласно секретному протоколу, заключённому между СССР и Германией, Западная Белоруссия оказалась в сфере интересов советского государства и её территорию заняли войска Красной армии. В 1940 году деревня вошла в состав новообразованного Большеберестовицкого сельсовета Крынковского района Белостокской области БССР. С июня 1941 по июль 1944 года оккупирована немецкими войсками. Деревня потеряла 3 жителей, погибших на фронте и в партизанской борьбе. С 20 сентября 1944 года в Берестовицком районе. 16 июля 1954 года переведена в состав Малоберестовицкого сельсовета. В 1959 году насчитывала 132 жителя. С 25 декабря 1962 года по 30 июля 1966 входила в состав Свислочского района. 1970 году насчитывала 103 жителя. С 12 ноября 1973 года в Пархимовском сельсовете. На 1998 год насчитывала 22 двора, 37 жителей.  До 21 июня 2003 года в составе колхоза «имени М. Горького» (бел. iмя М. Горкага). 18 октября 2013 года переведена в состав Берестовицкого сельсовета.

## Население
| 1845 | 1897 | 1905 | 1914 | 1924 | 1959 | 1970 | 1998 | 1999 | 2009 | 2015 |
| ---- | ---- | ---- | ---- | ---- | ---- | ---- | ---- | ---- | ---- | ---- |
| 113  | 222  | 240  | 238  | 51   | 132  | 103  | 37   | 36   | 24   | 35   |

## Транспорт
Через деревню проходит автодорога местного значения Н6916.